# Hickman (Kentucky)
Hickman is een plaats (city) in de Amerikaanse staat Kentucky, en valt bestuurlijk gezien onder Fulton County.

## Demografie
Bij de volkstelling in 2000 werd het aantal inwoners vastgesteld op 2560.
In 2006 is het aantal inwoners door het United States Census Bureau geschat op 2282, een daling van 278 (-10,9%).

## Geografie
Volgens het United States Census Bureau beslaat de plaats een oppervlakte van
9,2 km², geheel bestaande uit land. Hickman ligt op ongeveer 139 m boven zeeniveau.

## Plaatsen in de nabije omgeving
De onderstaande figuur toont nabijgelegen plaatsen in een straal van 24 km rond Hickman.